# Rancho Viejo, Nogales
Rancho Viejo är en ort i Mexiko.   Den ligger i kommunen Nogales och delstaten Veracruz, i den sydöstra delen av landet, 210 km öster om huvudstaden Mexico City. Rancho Viejo ligger 1 353 meter över havet och antalet invånare är 612.
Terrängen runt Rancho Viejo är kuperad västerut, men österut är den bergig. Rancho Viejo ligger nere i en dal. Runt Rancho Viejo är det ganska tätbefolkat, med 134 invånare per kvadratkilometer. Närmaste större samhälle är Orizaba, 13,7 km nordost om Rancho Viejo. I omgivningarna runt Rancho Viejo växer huvudsakligen savannskog.